# Элекмонар

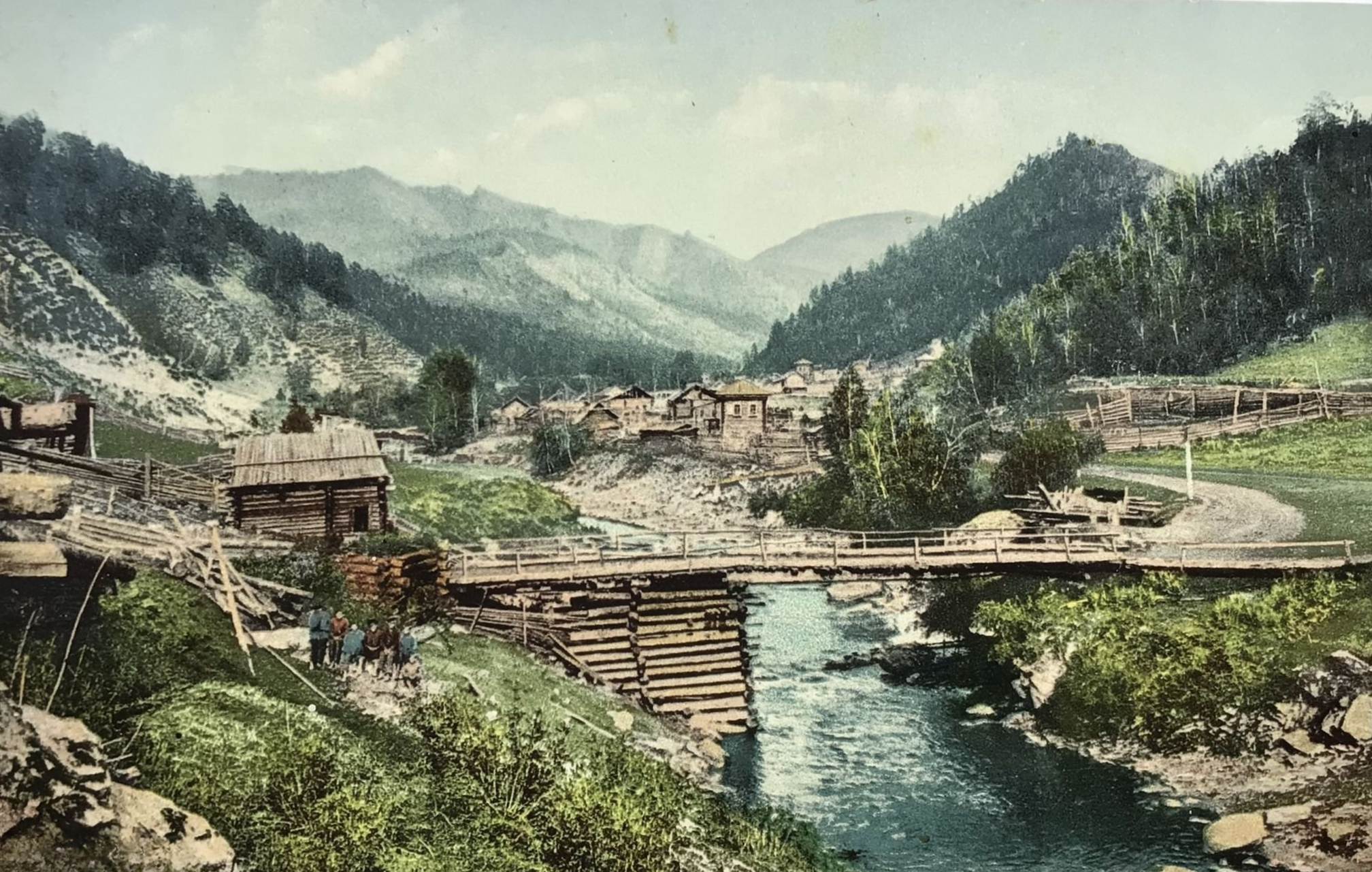
Село Элекмонар в начале XX века

Элекмона́р (алт. Эликманар — Загон для коз) — село в Чемальском районе Республики Алтай, административный центр Элекмонарского сельского поселения. Основано в 1826 году.

## География

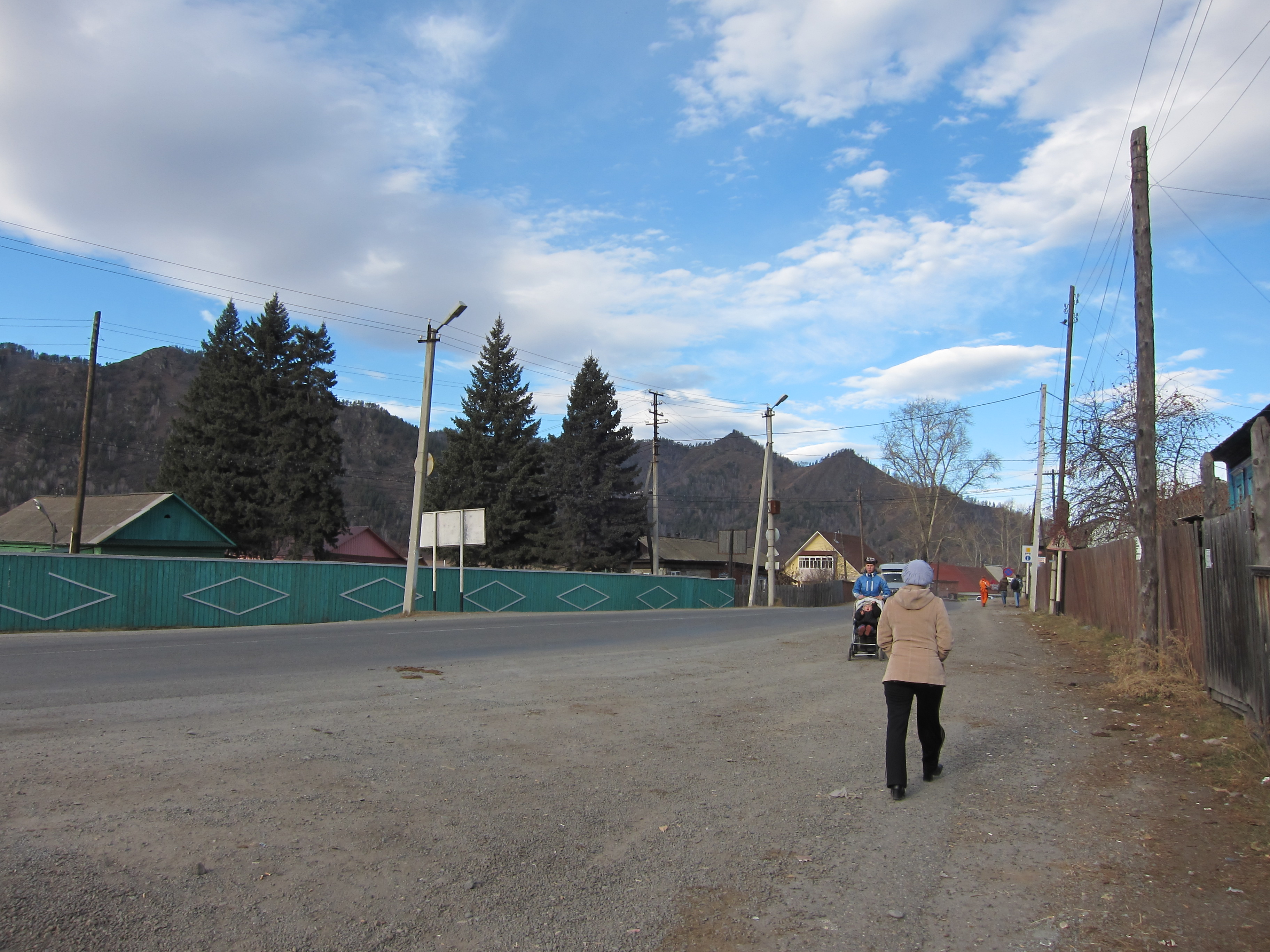
Село Элекмонар

Расположено на северо-востоке Алтайских гор у подножия хребта Иолго, у впадения одноимённой реки в Катунь. Через село проходит Чемальский тракт.

## Население
| 1939  | 1959  | 2010  | 2011  | 2012  | 2013  | 2014  |
| ----- | ----- | ----- | ----- | ----- | ----- | ----- |
| 1108  | ↗1393 | ↗1755 | ↗1758 | ↗1781 | ↗1848 | ↗1870 |
| 2015  | 2016  |       |       |       |       |       |
| ↗1878 | ↗1895 |       |       |       |       |       |

## В художественной культуре
Название «Элекмонар» использовано в фильме «34-й скорый» как конечный пункт маршрута поезда, в котором происходит действие фильма. В действительности в Элекмонаре железной дороги нет, а ближайшая станция (Бийск) находится в 200 км от села.